# أبراهام بريل
إبراهيم بريل (بالإنجليزية: Abraham Brill)‏ (و. 1874 – 1948 م) هو طبيب نفسي، ومحلل نفساني، ومترجم من الولايات المتحدة الأمريكية . ولد في Kańczuga .
توفي في مدينة نيويورك .

## التعليم
تعلم في جامعة نيويورك، وكلية الأطباء والجراحين بجامعة كولومبيا.

## أعمال بارزة
من أهم أعماله Selected Papers on Hysteria and Other Psychoneuroses